# Reisalpe
Reisalpe – najwyższy szczyt Gutensteiner Alpen, części Północnych Alp Wapiennych. Leży w Austrii, w kraju związkowym Dolna Austria.